# Část obce
Část obce (dříve osada či konskripční osada, často se v obdobném smyslu používají termíny místní část nebo čtvrť, aniž by k tomu byl zákonný podklad) je v Česku a na Slovensku evidenční sídelní jednotka se samostatnou řadou čísel popisných a evidenčních (evidenční čísla domů však na Slovensku byla zrušena). Často je totožná s katastrálním územím, avšak nemusí tomu tak být, v Praze katastrální území ze zákona plní zároveň funkci částí obce. Část obce je buď pojímána jako množina budov, tedy nezahrnuje nezastavěné části obce a nemá pevně stanovené hranice a za hranici se ve statistické metodice považuje obalová křivka opsaná kolem budov, které k části obce příslušejí, nebo (v mapách) bývá mezi místní části rozděleno i nezastavěné území obce. Pokud se obec na části nečlení, je jako část obce evidováno celé její území. K 30. červnu 2024 existovalo v Česku 15 106 částí obce. 

## Části obcí v Česku

### Použití
V některých obcích členění na evidenční části obce odpovídá členění na katastrální území (v Praze je tomu tak přímo ze zákona), v mnoha obcích jsou však případy, kdy v jednom katastrálním území je více částí obce nebo naopak jedna část obce zahrnuje více katastrálních území, případně se hranice evidenčních částí více či méně liší od hranic odpovídajících katastrálních území. V některých případech je evidenční členění obce na katastrálním členění poměrně nezávislé a tato členění nejsou navzájem skladebná. V řadě případů část obce není souvislá, ale má jednu či více exkláv, případně obsahuje jako enklávy jinou část obce nebo její exklávu. V některých případech exklávy vznikly tím, že některé budovy jsou adresami přiřazeny k jiné části obce než na jakém území de facto stojí; takových exkláv je v Česku několik stovek a mnohdy představují jedinou budovu uvnitř území jiné části obce.  
K 30. červnu 2024 existovalo v Česku 15 106 částí obce (počet obcí v roce 2024 je 6254, tj. v průměru se člení jedna obec na cca 2,4 části). 
Obcí s nejvyšším počtem částí je Praha (zákon o hl. m. Praze však pro její části tento pojem nepoužívá), která jich má 112. Mezi obcemi s velkým počtem částí jsou nejen některá velká krajská, statutární či okresní města (Brno 48, Děčín 35, Ostrava 37, Liberec 33, Pardubice 27, Pelhřimov 27, Olomouc 26, Plzeň 25, Ústí nad Labem 22, Hradec Králové 21, Příbram 18, Jihlava 17, Zlín 16, Karlovy Vary 15), ale i obce s relativně malým počtem obyvatel – například město Sedlec-Prčice v okrese Příbram (necelé 3 tisíce obyvatel) se člení na 36 částí obce, město Jistebnice v okrese Tábor má mírně přes 2 tisíce obyvatel, ale 27 částí obce, město Bystřice u Benešova má 26 částí, města Úštěk či Teplá 24 částí, města Neveklov či Votice 23 částí, Horšovský Týn 21 částí, Dubá (okr. Česká Lípa) či Bor (okr. Tachov) 20 částí. Naproti tomu i některá velká města se člení do malého množství částí obce (např. Havířov či Most – shodně 8 částí obce, Kladno 6 částí; města Chomutov či Mělník jsou dokonce tvořena jedinou stejnojmennou částí obce). Obce s velkým počtem částí jsou typické pro některé oblasti Čech, na Moravě je naopak větší podíl obcí, které se na části vůbec nečlení.
Mezi části obce s nejvyšším počtem budov patří jádrová část města Zlína. Některé části obcí jsou naopak tvořeny jen samotami s minimálním počtem budov a obyvatel.

### Pojmy
Český statistický úřad rozlišuje v samosprávně členěných statutárních městech pojmy:
- evidenční část obce – odpovídá definici podle zákona o obcích (v případě Prahy tuto funkci plní katastrální území)
- statistická část obce (díl) – část evidenční části obce patřící do téhož samosprávného celku, obdoba územně technické jednotky jako části katastrálního území nebo obdoba dílu základní sídelní jednotky.

Termín „část obce“ používá zákon o obcích též v dalších ustanoveních, podle kterých například může zastupitelstvo obce určit místní nebo osadní výbor nebo podle kterých část obce může být na základě místního referenda odtržena od obce, ale výklady nejsou jednotné v tom, zda jde o tentýž terminologický význam nebo zda v těchto ustanoveních je míněna část obce v obecném významu.
Podle zákonné definice je část obce tvořena souvislým územím, v realitě však existují místní části, které souvislé nejsou, ale mají exklávy (například místní část Chrastava města Chrastava je tvořena katastrálními územími Chrastava I a Chrastava II, která spolu územně nesouvisejí).
Od pojmu část obce (eventuálně někde užívaný termín místní část) je nutno odlišit termíny městská část nebo městský obvod, označují-li samosprávnou jednotku statutárního města podle Zákona o obcích nebo hlavního města Prahy podle Zákona o hlavním městě Praze (např. Ústí nad Labem se člení na 4 samosprávné městské obvody, jež se dohromady člení na 22 částí obce). Na tyto samosprávné jednotky se mohou členit pouze statutární města. U jiných měst je označování jejich místních částí za „městské části“ chybné.

### Definice
Termín část obce byl zaveden od roku 1964, kdy nahradil dosavadní termín „osada“, který měl stejný význam. Zákon o obcích (obecní zřízení) 128/2000 Sb. stanoví v § 27 odst. 2: „Část obce je evidenční jednotka vytvářená budovami s čísly popisnými a čísly evidenčními přidělenými v jedné číselné řadě, která leží v jednom souvislém území. Názvy částí obce jsou zpravidla převzaty z názvu zaniklých obcí, osad nebo z názvů historicky vzniklých území, na nichž se tyto části obce nacházejí.“
Část obce (dnešní definice v podstatě odpovídá dřívějšímu pojmu konskripční osada) je často totožná s katastrálním územím. Mnohdy se však z historických příčin evidenční členění s katastrálním členěním nekryje. V takových případech může být katastrální území tvořeno více částmi obce, a někdy naopak více katastrálních území tvoří společně jednu část obce, popřípadě tato dvě členění jsou zcela různá a nejsou navzájem skladebná. Ačkoliv zákon mlčky předpokládá, že katastrální úřad přizpůsobí hranice katastrálních území změně hranic části obce, fakticky to není zaručeno a tedy se tyto hranice mohou lišit. Problematické jsou zde zejména výše zmíněné exklávy čítající jednu nebo několik málo budov. 
Část obce musí sice podle zákona být územně souvislá, ale její zástavba souvislá být nemusí: jedna část obce tedy může být tvořena například skupinou osad či samot. Naopak souvislá zástavba může být rozdělena do více částí obce. Od roku 1964 jsou části obce nejnižší územní jednotkou používanou pro správní účely a ZSJ (základní sídelní jednotky) pro účely statistiky.
Zákon o obcích jmenovitě neřeší, jaký mají ve statutárních městech mít vztah území samosprávných městských obvodů nebo městských částí a území částí obce. Není tedy vyloučeno, že část obce zasahuje do více městských obvodů nebo městských částí (pro statistické účely se pak eviduje jako více částí obce – dílů) nebo že městská část nebo obvod obsahuje více částí obce.
Zákon o hlavním městě Praze pojem „část obce“ nezavádí. Ve statistické praxi se za části obce v Praze považují katastrální území, domy se označují a evidují podle příslušnosti ke katastrálnímu území.
V podkladech pro katastr nemovitostí musejí být podle § 5 odst. 1 Katastrálního zákona (344/1992 Sb.) budovy s číslem popisným nebo evidenčním označeny příslušností k části obce, pokud je její název odlišný od názvu katastrálního území.
V evidenci Českého statistického úřadu má každá část obce přiděleno vlastní evidenční číslo. V případě rozdělení území některé části obce mezi městské části či obvody má ve statistické evidenci ČSÚ každá takto vzniklá část části obce přiděleno vlastní evidenční číslo – jsou evidovány, jako by šlo o samostatné části obce.

### Práva vztahující se k částem obcí
Podle § 28 a § 84 odst. 2 Zákona o obcích 128/2000 Sb. přísluší zastupitelstvu obce rozhodovat o vzniku částí obce a o jejich názvech – kompetenci k rušení částí obce však tento zákon neupravuje. Obec oznamuje Ministerstvu vnitra a příslušnému katastrálnímu úřadu názvy nově vzniklých částí obce, změny jejich názvů, jakož i zánik částí obce.
Podle § 120 Zákona o obcích může v částech obce zřídit zastupitelstvo obce osadní nebo místní výbory (dále v zákoně označované legislativní zkratkou jen jako osadní výbory, oba typy se neliší ničím kromě jména a tedy zřejmě typu zástavby, pro něž jsou určeny – viz definici osady). Výbor určuje zastupitelstvo z občanů obce, kteří jsou přihlášeni k trvalému pobytu v dotyčné části obce, v počtu minimálně tří. Předsedu výboru volí z jeho členů zastupitelstvo; osadní výbor je jediným druhem výboru zastupitelstva, jehož předsedou nemusí být člen zastupitelstva.
Místní nebo osadní výbor je speciálním případem výborů zastupitelstva (§ 117), tedy iniciativním a kontrolním orgánem. Je oprávněn (§ 121) předkládat orgánům obce návrhy týkající se části obce a vyjadřovat se k takovým návrhům nebo k podnětům a připomínkám, které předkládají obecním orgánům občané dotyčné části obce. Předseda výboru má právo na udělení slova v zastupitelstvu obce.
Postavení místního nebo osadního výboru vůči orgánům samosprávných městských částí nebo obvodů ve statutárních městech zákon neřeší; pravděpodobně proto, že nejsou určeny pro taková města.
Zákon o hlavním městě Praze nedává orgánům města ani městských částí právo rozhodovat o zřizování částí obce ani o jejich názvech. Zastupitelstvo hlavního města Prahy může rozhodovat pouze o zřizování a názvech samosprávných městských částí. Zastupitelstvo města i zastupitelstva městských částí mohou zřizovat výbory libovolného zaměření, podle tohoto obecného ustanovení by tedy mohly zřizovat i místní nebo osadní výbory.

### Osamostatnění části obce
Spojení „část obce“ užívá Zákon o obcích (obecní zřízení) 128/2000 Sb. ještě v § 22 o osamostatnění části obce. O oddělení části obce rozhoduje krajský úřad v přenesené působnosti na návrh, který podá obec na základě kladného výsledku místního referenda konaného v té části obce, která se chce oddělit. Dle § 21 odst. 1 část obce, která se chce oddělit, musí mít samostatné katastrální území sousedící nejméně se dvěma obcemi nebo jednou obcí a cizím státem (t. j. nesmí být enklávou původní ani jiné obce) a musí tvořit souvislý územní celek; po oddělení musí mít alespoň 1 000 občanů. Stejné podmínky musí splňovat i obec po oddělení její části. S oddělením části obce musí vyslovit souhlas v místním referendu občané žijící na území té části obce, která se chce oddělit.
Změna hranic obcí, při nichž „nedochází ke sloučení obcí, připojení obce nebo oddělení části obce“, se uskutečňuje na základě dohody zúčastněných obcí po projednání s příslušným katastrálním úřadem. V tomto případě se převáděné území jako část obce v zákoně (§ 26) neoznačuje.
Krajský soud v Hradci Králové 26. listopadu 2009 ve věcí zamítnutí referenda o společném oddělení místních částí Velký Dřevíč a Rokytník od města Hronov rozhodl na základě svého stanoviska, že pojem „část obce“ v § 20a a 21 zákona o obcích není totožný s pojmem „část obce“ v § 27 téhož zákona, ale je nutno jej chápat v jiném a to podstatně obecnějším významu, tedy i pro více částí obce společně. Nepřiklonil se tak k názoru města Hronov, že takový výklad by mohl ohrozit práva obyvatel menší ze skupiny připojovaných místních částí, protože by je mohli obyvatele větších místních částí přehlasovat a mohlo by tak dojít k odtržení malé místní části proti vůli jejích obyvatel. Soud opřel svůj názor mimo jiné o to, že zákon ve formulaci § 48 odst. 3 písm. a) použitím množného čísla přímo předpokládá, že místní referendum může být konáno pro více místních částí najednou. Názor odpůrce by podle soudu znamenal, že obce by rozdělením svého území na dostatečně malé místní části jim mohla navždy zabránit v osamostatnění.
Tuto nejasnost zákona se pokusili řešit navrhovatelé senátní novely zákona o obcích, senátor Petr Pakosta a dalších 6. Podle tohoto návrhu by se místní referendum by se konalo v každé oddělované části zvlášť. Schválením pozměňovacích návrhů senátních výborů na základě připomínek legislativního odboru senátu se do návrhu dostal požadavek, že by každá z oddělovaných částí musela mít své vlastní katastrální území (nestačilo by tedy, že by jej měly dohromady), a požadavek, aby každá z oddělovaných částí musela mít vlastní přípravný výbor. Návrh schválený senátem byl 2. listopadu 2011 předložil sněmovně. Vláda ve svých připomínkách navrhla, aby požadavek samostatného katastrálního území mohlo splňovat i více společně se oddělujících částí dohromady. Rovněž navrhla, že není třeba konat místní referendum v každé části obce zvlášť, ale postačí pro každou část obce zvlášť vyhodnocovat souhlas jejích obyvatel. Zřizování více přípravných výborů označila vláda za nevhodné. Sněmovna 7. února 2012 v prvním čtení na návrh Jiřího Šulce, který navrhoval řešit problematiku komplexněji a lépe, návrh zákona zamítla.